# Alice Reinheart
Alice Reinheart (* 6. Mai 1910 in San Francisco als Alice Johanna Reinach, Kalifornien; † 10. Juni 1993 in Avon, Connecticut) war eine US-amerikanische Schauspielerin.
Alice Reinheart war die Tochter des in Lustadt in Rheinland-Pfalz geborenen Simon Reinach (1866–1936) und dessen in San Francisco geborener Ehefrau Leontine (geb. Schwarzschild) (1873–1952).
Von 1938 bis 1946 war sie der Star in der CBS Radio Seifenoper Life Can Be Beautiful. Einen weiteren Auftritt hatte sie am 21. März 1949 in einer Episode des Thrillers Inner Sanctum von CBS Radio.

## Filmografie
- 1950: Stage 13 (1 Episode)
- 1955: The Man Behind the Badge (1 Episode)
- 1956: Meine Frau, der Leutnant (The Lieutenant Wore Skirts)
- 1957: Polizeibericht (Dragnet, 1 Episode)
- 1958: Mutter ist die Allerbeste (The Donna Reed Show) (1 Episode)
- 1962: Dinosaurier bevorzugt (Bachelor Flat)
- 1964: Katy (The Farmer's Daughter) (1 Episode)
- 1964: Madame P. und ihre Mädchen (A House Is Not a Home)
- 1965: Paradise Bay
- 1965: Rat Fink
- 1966: Bezaubernde Jeannie (I Dream of Jeannie) (1 Episode)
- 1966: Mini-Max (1 Episode)
- 1967: Garrison’s Gorillas (2 Episoden)
- 1969: Kobra, übernehmen Sie (Mission: Impossible) (1 Episode)
- 1972: Horror-Expreß (Pánico en el transiberiano)
- 1976: Grand Jury